# Michael Czinkota

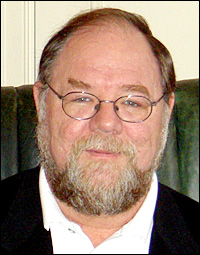

Michael Rudolf Czinkota (* 5. Oktober 1951 in Augsburg) ist ein US-amerikanischer Organisationstheoretiker.

## Leben
Er wurde in Deutschland geboren und wuchs dort auf. Er studierte in Österreich, Schottland, Spanien und den USA. 1974 schloss er sein Studium an der Universität Erlangen-Nürnberg mit dem  Vordiplom Betriebswirtschaftslehre and Jura ab. Nach seinem Abschluss an der Universität Erlangen-Nürnberg erhielt er ein zweijähriges Fulbright-Stipendium. Er hat einen MBA in International Business und einen Doktorgrad in Internationalem Marketing und Logistik von der Ohio State University. Seit 1980 lehrt er an der Fakultät für Marketing und International Business an der McDonough School of Business Administration der Georgetown University.

## Schriften (Auswahl)
- mit Michael H. Moffett und Ilkka A. Ronkainen: Fundamentals of international business. Mason 2004, ISBN 0-324-25964-6.
- mit Ilkka A. Ronkainen: International marketing. Mason 2013, ISBN 1-133-62751-X.
- As I was thinking. Observations and thoughts on international business and trade. New York 2015, ISBN 978-1-63157-160-2.